# Technoseum

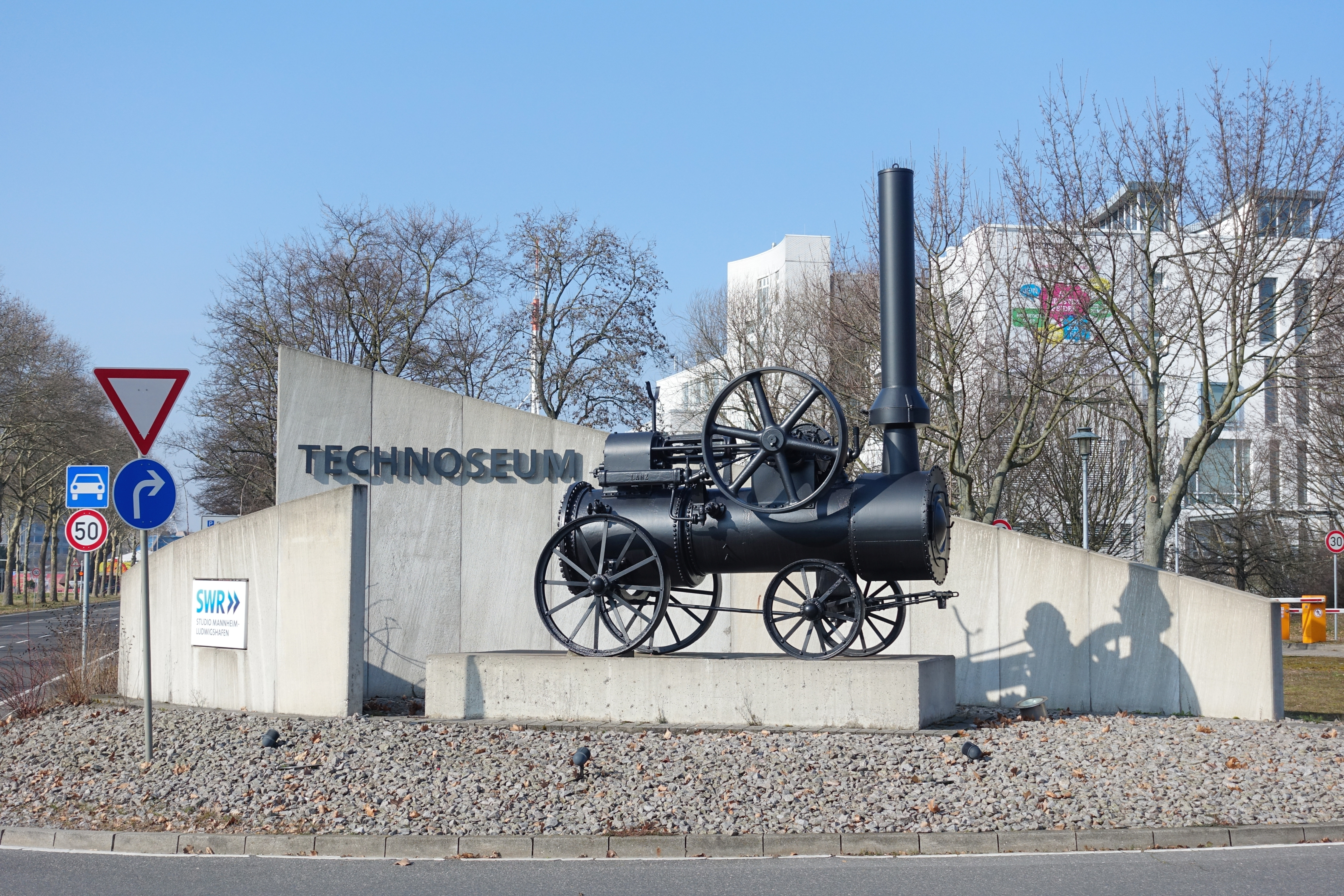
Locomóvel Lanz na área de acesso

O Technoseum (até o final de 2009: Landesmuseum für Technik und Arbeit) em Mannheim, Baden-Württemberg, Alemanha, possui material ilustrativo sobre a industrialização do sudoeste alemão no passado e no presente. Além disso, mais de 100 estações experimentais permitem que os visitantes entendam de forma interativa e divertida contextos científicos e técnicos.

## Dados
O museu foi fundado em 1985 como uma fundação de direito público sob o patrocínio conjunto do estado de Baden-Württemberg e da cidade de Mannheim. O edifício foi construído de acordo com os planos da arquiteta de Berlim Ingeborg Kuhler, que venceu o concurso de arquitetura com seu projeto. O espaço expositivo é de cerca de 9000 m², dos quais cerca de 900 m² estão disponíveis para exposições especiais. Em 2013 183.691 pessoas visitaram o museu. O orçamento do museu em 2014 foi de 11,1 milhões de euros, dos quais 3,4 milhões vêm da cidade e 6,8 milhões do estado.

## Exposições permanentes
Os visitantes que percorrem o prédio de cima a baixo devem ter a impressão de uma viagem no tempo pela história da industrialização do estado.
Estações exemplares de mudanças técnicas, sociais e políticas desde o século XVIII são: relógios, fabricação de papel, tecelagem, energia, engenharia elétrica, mobilidade, biônica. São realizadas montagens de casas e locais de trabalho, além de máquinas de produção, trânsito e escritório. Como resultado, as mudanças profundas nas condições de vida e trabalho podem ser rastreadas até os dias atuais.
O inventário histórico do Observatório de Mannheim está entre outros na exposição permanente do museu. A oficina do futuro (Zukunftswerkstatt) Elementa adiciona uma parte experimental aos tópicos e exposições sobre a história da tecnologia, economia e história social. Não ensina apenas fundamentos científicos, mas também mostra quais invenções técnicas levaram e conduziram experimentos científicos. Em maio de 2011 foi aberto o Elementa 3, tornando as futuras tecnologias acessíveis através de experimentos.

## Exposições especiais e temporárias
- Räder, Autos und Traktoren. Erfindungen aus Mannheim – Wegbereiter der mobilen Gesellschaft (1986)
- Geschichte der Arbeitszeit (1990/91)
- Brücke, Mühle und Fabrik. Technische Kulturdenkmale in Baden-Württemberg (1991)
- Von Sternfindern, Blitzfängern und Luftballen. Kurfürst Carl Theodor und die Naturwissenschaften in der Kurpfalz (1993/94)
- Wir sind alle Schildbürger. 130 zwingende Beweise aus der Emaille- und Blechschildsammlung des Landesmuseums (1994)
- Der Wankelmotor. Faszination einer Erfindung (1995)
- Im Auftrag Hollywoods. Filmplakate aus 40 Jahren von Lutz Peltzer (1995)
- Der richtige Dreh? Industrielle Facharbeit im Wandel (1996)
- Kleine Marken – große Marken. Reklamebilder aus Deutschland 1900 - 1930 (1996)
- Gesichter des Rennsports. Fotografien von Dr. Benno Müller (1997)
- Körperwelten (1997/98 erstmals in Europa gezeigt)
- Mythos Barbie. Eine Puppe im Wandel der Jahrzehnte (1998)
- Zeitzug 1848. Für die Freiheit streiten! (1998/99)
- Waren-Werte. Plakate aus 75 Jahren Mannheimer Stadtreklame (1998/99)
- Kinderträume. Blechspielzeug aus alten Zeiten (1998/99)
- Säen, Sieben, Schlemmen. Vom Korn zum Brot, Kinderausstellung (1999)
- Jules Verne: Technik und Fiktion (1999/2000)
- Mythos Jahrhundertwende: Mensch, Natur, Maschine in Zukunftsbildern 1800 - 1900 - 2000 (2000/01)
- Gehirn und Denken: Kosmos im Kopf (2001/02)
- Projekte und Projektionen. Techniken barocker Bauplanung (2002/03)
- Alle Zeit der Welt (2002/03)
- Tanz um die Banane: Handelsware und Kultobjekt (2003/04)
- Stromgitarren: E-Gitarren, Musiker, Geschichte, Kult (2004)
- Lust am Auto (2004/05)
- Mathematik zum Anfassen (2004)
- Einstein begreifen (2005/06)
- Der Blick ins Unsichtbare: Nanoteilchen, Mikrosysteme, Parasiten (2006/07)
- Abenteuer Raumfahrt: Aufbruch ins Weltall (2006/07)
- Mannheim auf Achse. Mobilität im Wandel 1607 - 2007 (2007/08)
- Macht Musik (2008)
- 100 Badische Jahre (2009)
- Nano! Nutzen und Visionen einer neuen Technologie (18. März 2010 bis 3. Oktober 2010)
- Die Sammlung - 1001 Objekte zum Hören und Sehen (25. Februar 2011 bis 24. Juli 2011)
- Unser täglich Brot … Die Industrialisierung der Ernährung (29. Oktober 2011 bis 10. Juni 2012)[5]
- „Durch Nacht zum Licht?“ Die deutsche Arbeiterbewegung 1863-2013 (2. Februar 2013 bis 25. August 2013)[6]
- Die Sammlung 2. Der elektrische Haushalt (20. Februar 2014 bis zum 27. Juli 2014)[7]
- Herzblut. Geschichte und Zukunft der Medizintechnik (5. November 2014  bis 7. Juni 2015)[8]
- 2 Räder – 200 Jahre. Freiherr von Drais und die Geschichte des Fahrrades (11. November 2016  bis 25. Juni 2017)[9]

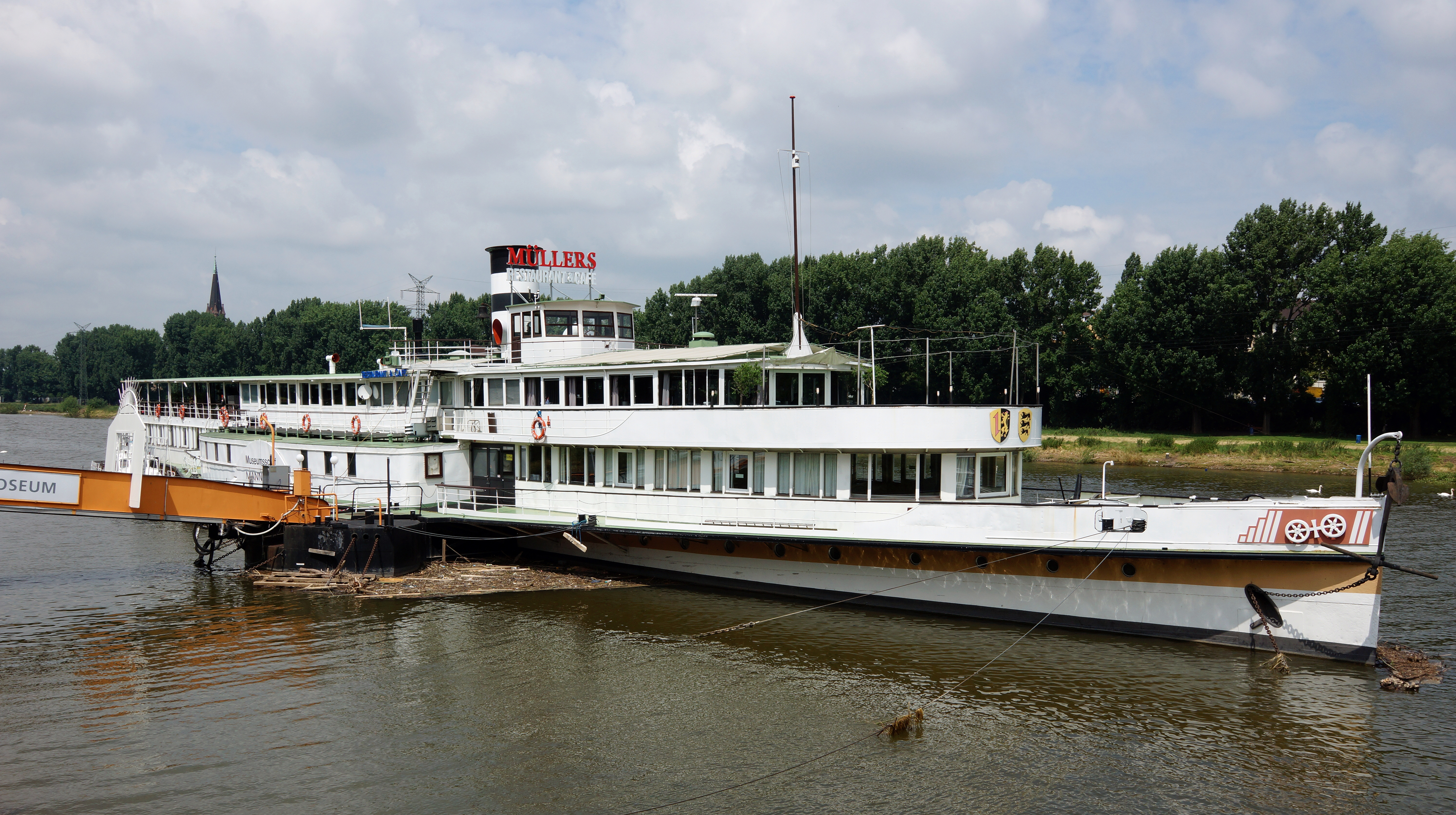
Museumsschiff do Technoseum no rio Neckar